# Keiko Han
Keiko Han (潘 恵子, Han Keiko) est une seiyū née le 5 avril 1953 à Tōkyō au Japon. Elle est doubleuse de voix, depuis les années 1960, dans certains films, séries TV et jeux vidéo. Elle a également chanté des génériques de séries TV.

## Filmographie

### Films
- 1993 : Ginga eiyû densetsu: Arata naru tatakai no jokyoku (Legend of the Galactic Heroes: Overture to a New War ) - Annerose Von Grunewald.
- 1993 : Sailor Moon R: The movie - Luna.
- 1994 : Sailor Moon S: The movie - Luna.
- 1995 : Sailor Moon Super S Special - Luna.
- 1995 : Sailor Moon Super S: The movie - Luna.
- 2000 : Maetel legend - Queen Promethium.
- 2004 : Saint Seiya: Tenkai-hen josô - Overture - Kido Saori/Athena.
- 2005 : Air - Yaobikuni.

### Séries TV
- 2021 : One Piece - Kozuki Toki.
- 2011 : Hunter x Hunter (2011) - Mito Freecss.

- 2005 : Pretty Guardian Sailor Moon: Act Zero - Luna.
- 2004 : Pretty Guardian Sailor Moon: Act Special - Luna.
- 2004 : Uchû kôkyôshi Mater: Ginga tetsudô Three-Nine gaiden - Promethium.
- 2003-2004 : Pretty Guardian Sailor Moon - Luna.
- 1997-2002 : Pokémon (Pocket Monsters / Pokemon) - Professor Uchikido.
- 1996-1997 : Sailor Star - Luna.
- 1996-???? : Détective Conan (Case Closed / Capitaine Conan) - Megumi.
- 1995-1996 : Sailor Moon Super S - Luna.
- 1995 : Sailor Moon Super S : Ami-chan no hatsukoi - Luna.
- 1994-1995 : Sailor Moon S - Luna.
- 1993-1994 : Sailor Moon R - Luna.
- 1992-1993 : Sailor Moon - Luna/Queen Beryl.
- 1986-1989 : Saint Seiya (Knights of the Zodiac / Les chevaliers du zodiaque) - Saori Kido/Athena.
- 1986 : Maple Town monogatari (Gúshi de Mapletown / Maple Town Story / Les petits malins) - Ann.
- 1980 : Tom Sawyer : Becky

### Jeux vidéo
- Next King: Ai no Sennen Ōkoku - Marein Furakkusu
- Project Justice - Yurika Kirishima
- Saint Seiya - Athena, Saori
- Tengai Makyou II: Manjimaru - Princess Hamaguri/Jakōin Matsumushi
- Tenkajin - Kichō

### Génériques
- 1987 : Ai no wakakusa monogatari (Little Women / Les quatre filles du Dr. March)
- 1983 : Arupusu monogatari watashi no annetto (Story of the Alps: My Annette / Dans les Alpes avec Annette)
- 1981 : Kazoku Robinson hyôryûki fushigina shima no furône (Swiss Family Robinson / Flo et les Robinson suisses)
- 1981 : Anime hachijuu nichikan sekai isshu (Around the World with Willy Fog / Le tour du monde en 80 jours) - "Sky Way" et "Our Two Watches".